# Dysk twardy

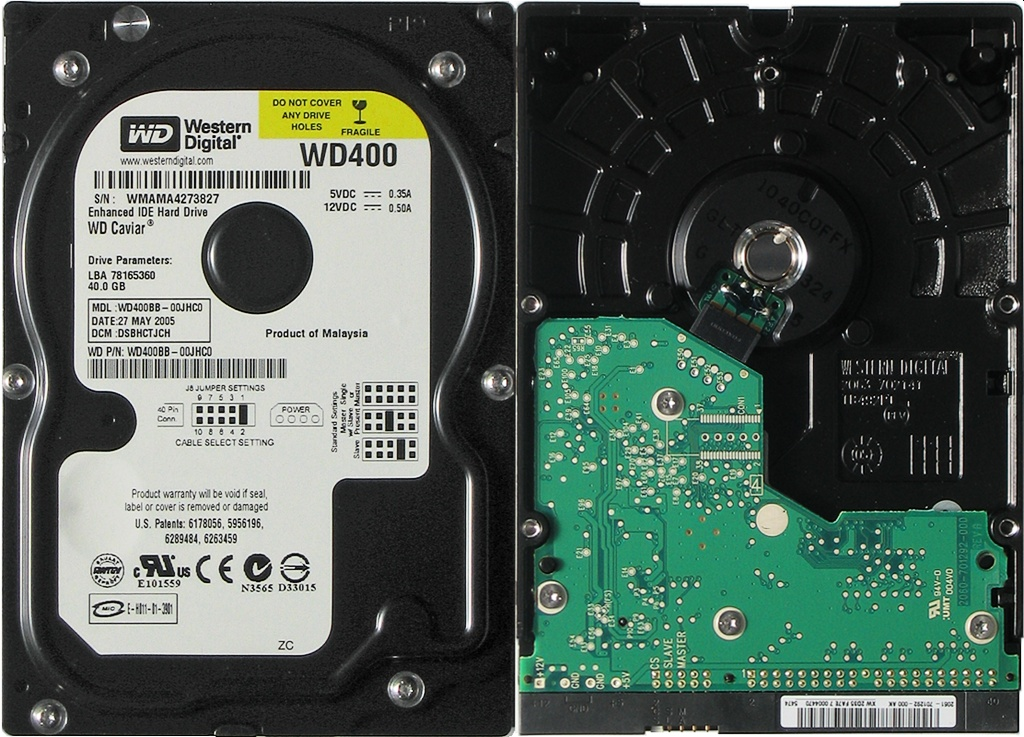
Dysk twardy 3,5" widziany z góry (po lewej) i od dołu (po prawej)

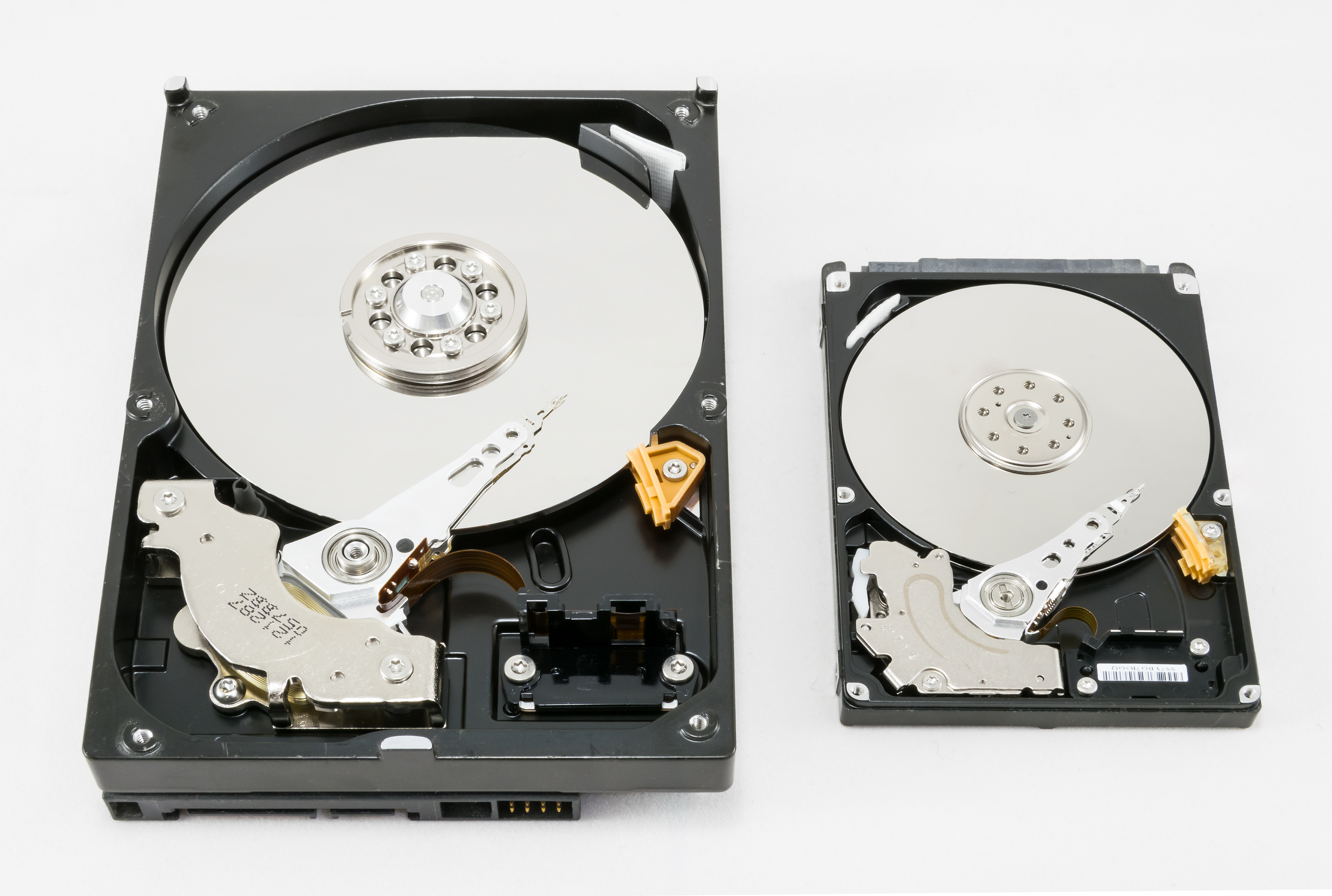
Rozebrane dyski twarde: 3,5" (po lewej) i 2,5" (po prawej)

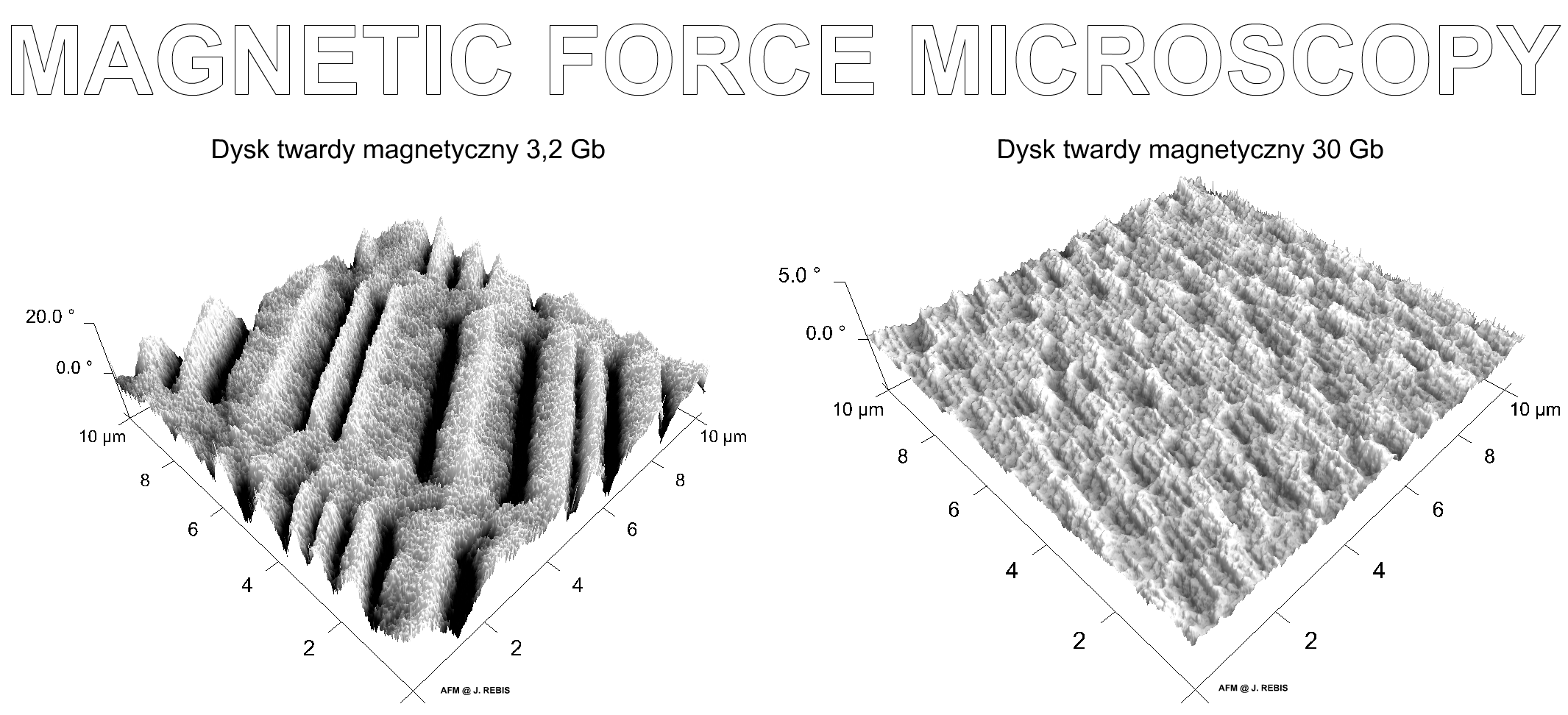
Dyski 3,2 i 30 GB obrazowane za pomocą MFM

Dysk twardy, dysk HDD, HDD (ang. hard disk drive, napęd dysku twardego) – dysk komputerowy, pamięć masowa wykorzystująca nośnik magnetyczny do przechowywania danych. Nazwa „dysk twardy” wynika z zastosowania twardego materiału jako podłoża dla właściwego nośnika, w odróżnieniu od dysku miękkiego, w którym nośnik magnetyczny nanoszono na podłoże elastyczne.
Pojemność dysków twardych wynosiła od 3,75 MB (pierwszy dysk twardy) do ponad 30 TB. Dyski w laptopach miały od kilkudziesięciu gigabajtów do kilku terabajtów. Przez pewien czas dostępne były również miniaturowe dyski twarde typu microdrive, o pojemnościach od kilkuset MB do kilku GB, przeznaczone dla cyfrowych aparatów fotograficznych i innych urządzeń przenośnych, lecz zostały wyparte przez pamięć półprzewodnikową.
Dla dysków twardych najważniejsze są następujące parametry: pojemność, szybkość transmisji danych, czas dostępu do danych, prędkość obrotowa dysków magnetycznych (obr./min) oraz średni czas bezawaryjnej pracy.
Kilka dysków twardych można łączyć w macierz dyskową, dzięki czemu można zwiększyć niezawodność przechowywania danych, dostępną przestrzeń na dane, zwiększyć szybkość odczytu/zapisu.

## Historia

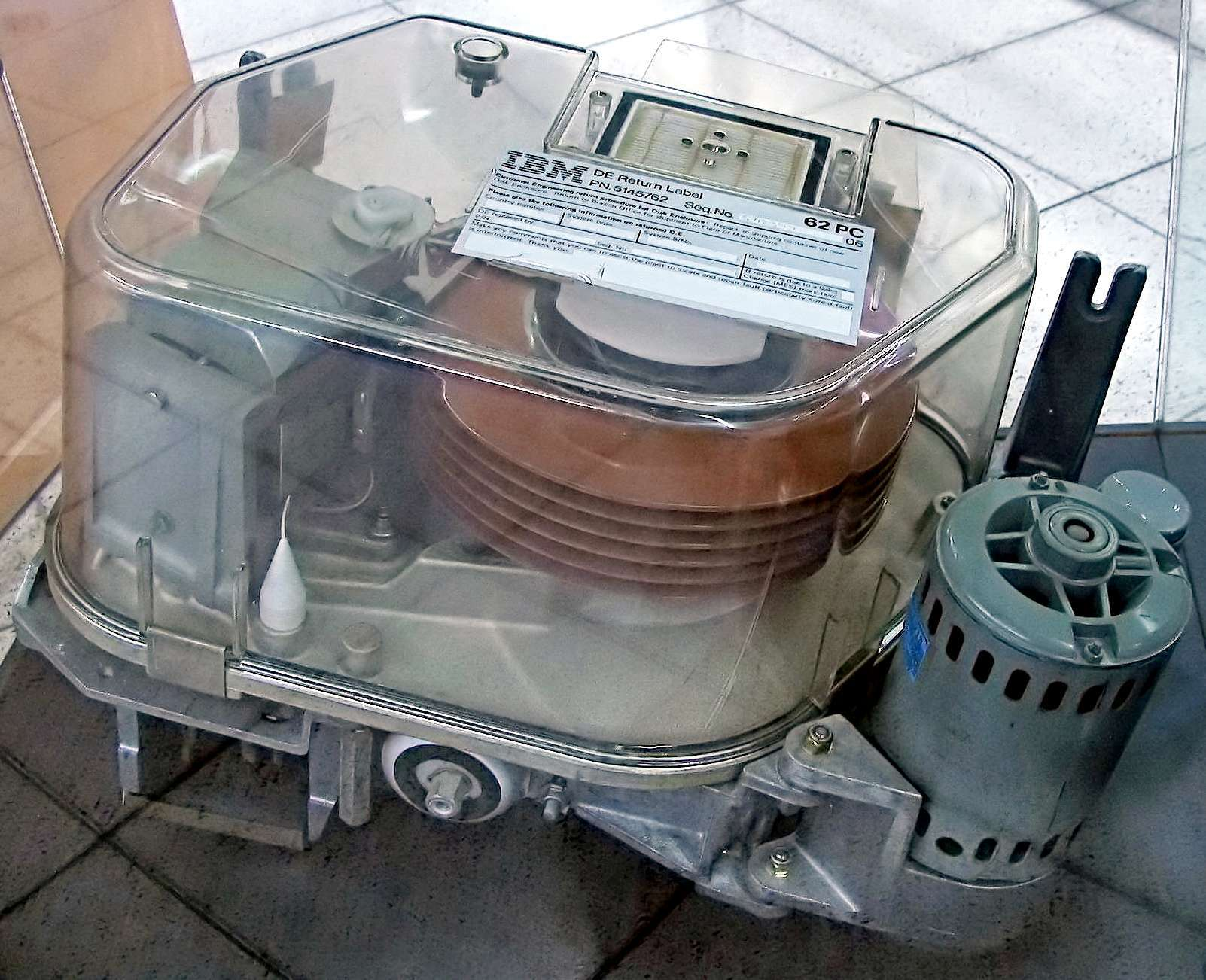
Jeden z modeli dysków twardych IBM do komputerów klasy mainframe

Użycie sztywnych talerzy i uszczelnienie jednostki umożliwia większą precyzję zapisu niż na dyskietce, w wyniku czego dysk twardy może zgromadzić o wiele więcej danych niż dyskietka. Ma również krótszy czas dostępu do danych i szybszy transfer.
Bardzo stare dyski twarde można było uszkodzić znacznie łatwiej niż dyskietki. Samo używanie mocnych perfum w pobliżu mogło tego dokonać.
- 4 września 1956 przedsiębiorstwo IBM skonstruowało pierwszy 24-calowy dysk twardy o nazwie RAMAC 350. Miał on pojemność pięciu milionów słów sześciobitowych (3,75 MB). Głowice magnetyczne dokonywały zapisu/odczytu danych na 50 magnetycznych talerzach, a całe urządzenie wielkości szafy ważyło ponad tonę[3].
- W 1980 przedsiębiorstwo Seagate wprowadziło na rynek pierwszy dysk 5,25", ST-506 o pojemności 5 MB.
- W 1983 pojawiły się komputery IBM PC/XT z dyskami 5 i 10 MB.
- W 1986 został opracowany kontroler IDE (integrated drive electronics).
- W 1987 rozpoczęła się era dysków 3,5 cala.
- W 2003 dysk twardy w typowym stanowisku pracy mógł zgromadzić od 60 do 500 GB danych, obracać się z prędkością 5400 do 10 000 obrotów na minutę (taka prędkość obrotowa jest możliwa dzięki zastosowaniu łożyskowania FDB). W wydajnych serwerach i stacjach roboczych stosowane były dyski z interfejsem SCSI o prędkości obrotowej talerzy na poziomie 15 000 obrotów na minutę.
- W 2006 wprowadzono zapis prostopadły umożliwiający zwiększenie gęstości zapisu danych, dyski osiągają pojemność ponad 1 TB. Standardem staje się złącze SATA i SAS oraz technologia optymalizacji odczytu NCQ. Stacje dyskietek zaczęły przegrywać z pamięciami USB do których złącza montuje się z przodu obudowy.
- Około 2008 zaczęły się upowszechniać się dyski półprzewodnikowe (SSD). Na początku technologia ta była bagatelizowana przez dużych producentów, jednak stosunkowo duże zainteresowanie rynku (mimo początkowo bardzo wysokiej ceny), duża wydajność (dzięki minimalnemu czasowi dostępu do danych) oraz malejąca cena za MB szybko zmieniła ich nastawienie.
- Na początku 2009 wyprodukowane zostały dyski o pojemność 2 TB. Producent WD wypuścił serię dysków Green, czyli ekologicznych o dynamicznej zmianie prędkości obrotowych. Rozwijany był standard SATA 3 na potrzeby dysków półprzewodnikowych.
- W październiku 2010 Western Digital wyprodukował dysk twardy Caviar Green o pojemności 3 TB.
- Pod koniec 2011 Hitachi wyprodukowało dysk twardy o pojemności 4 TB.
- W wyniku trwającej wiele lat konsolidacji rynku, od marca 2012 pozostało na nim jedynie trzech producentów dysków twardych: Western Digital, Seagate Technology i Toshiba.
- W marcu 2013 Seagate Technology uzyskiwało sprzedaż na poziomie nawet ośmiu dysków na sekundę i jako pierwsza uzyskała całkowitą sprzedaż dysków przekraczającą dwa miliardy sztuk[4][5].
- W listopadzie 2013 Western Digital pokazał dysk o pojemności 6 TB wypełniony helem, który w porównaniu do dysku wypełnionego powietrzem pobierał o 49% mniej energii, w przeliczeniu na jeden TB pojemności.
- W 2014 Western Digital zaprezentowało pierwszy dysk 10 TB[6]
- W marcu 2017 Western Digital zapowiedział dyski o pojemności od 12 do 14 TB[7].
- W grudniu 2018 Seagate zaprezentował dysk o pojemności 16 TB[8], a w czerwcu 2019 wprowadził go do sprzedaży[9] Dla porównania, Samsung zaprezentował w tym samym roku 30 TB dysk SSD[10]
- W grudniu 2020 Seagate wprowadził do produkcji dyski twarde o pojemności 20 TB, które w Polsce były dostępne od grudnia 2021[11], podczas gdy dyski SSD dysponowały już pojemnością nawet do 100 TB[12]
- W maju 2022 WD (Western Digital) zaprezentował dwa dyski twarde klasy enterprise o bardzo dużej pojemności. Pierwszy ma pojemność 22 TB i nosi nazwę Ultrastar DC HC570, a drugi 26 TB o nazwie DC HC670[13]
- W styczniu 2024 Seagate pokazał dysk twardy o pojemności 30 TB[14]
- W październiku 2024 firma Western Digital pokazała dysk o pojemności 32 TB[15]

## Budowa

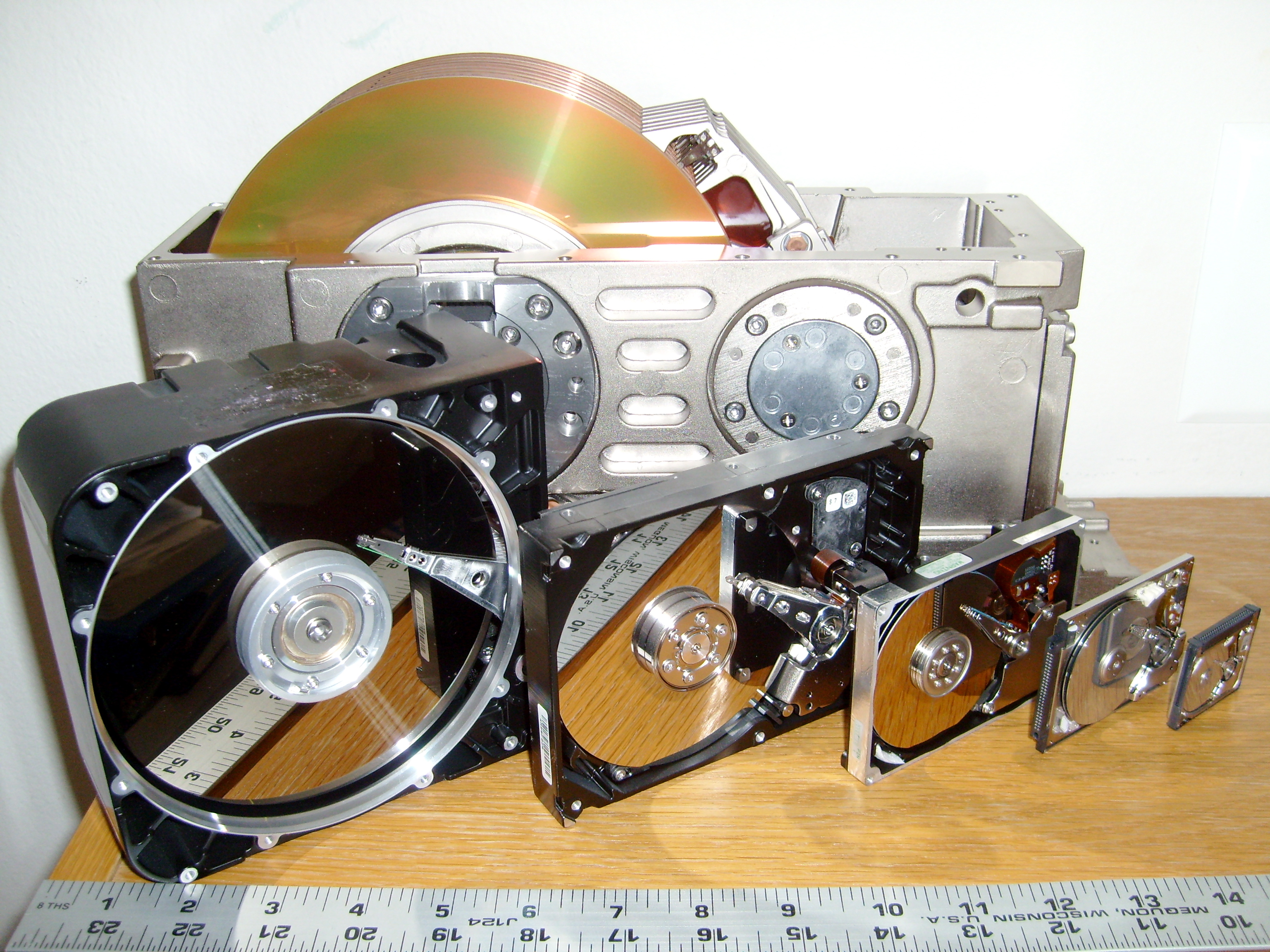
Sześć dysków o wymiarach 8″, 5,25″, 3,5″, 2,5″, 1,8″ i 1″

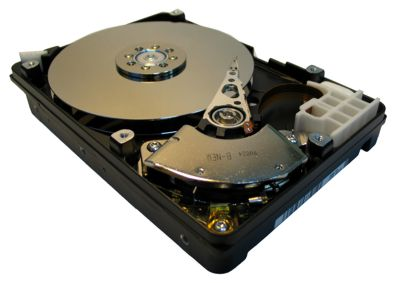
Dysk twardy po zdjęciu pokrywy

Schemat budowy dysku twardego

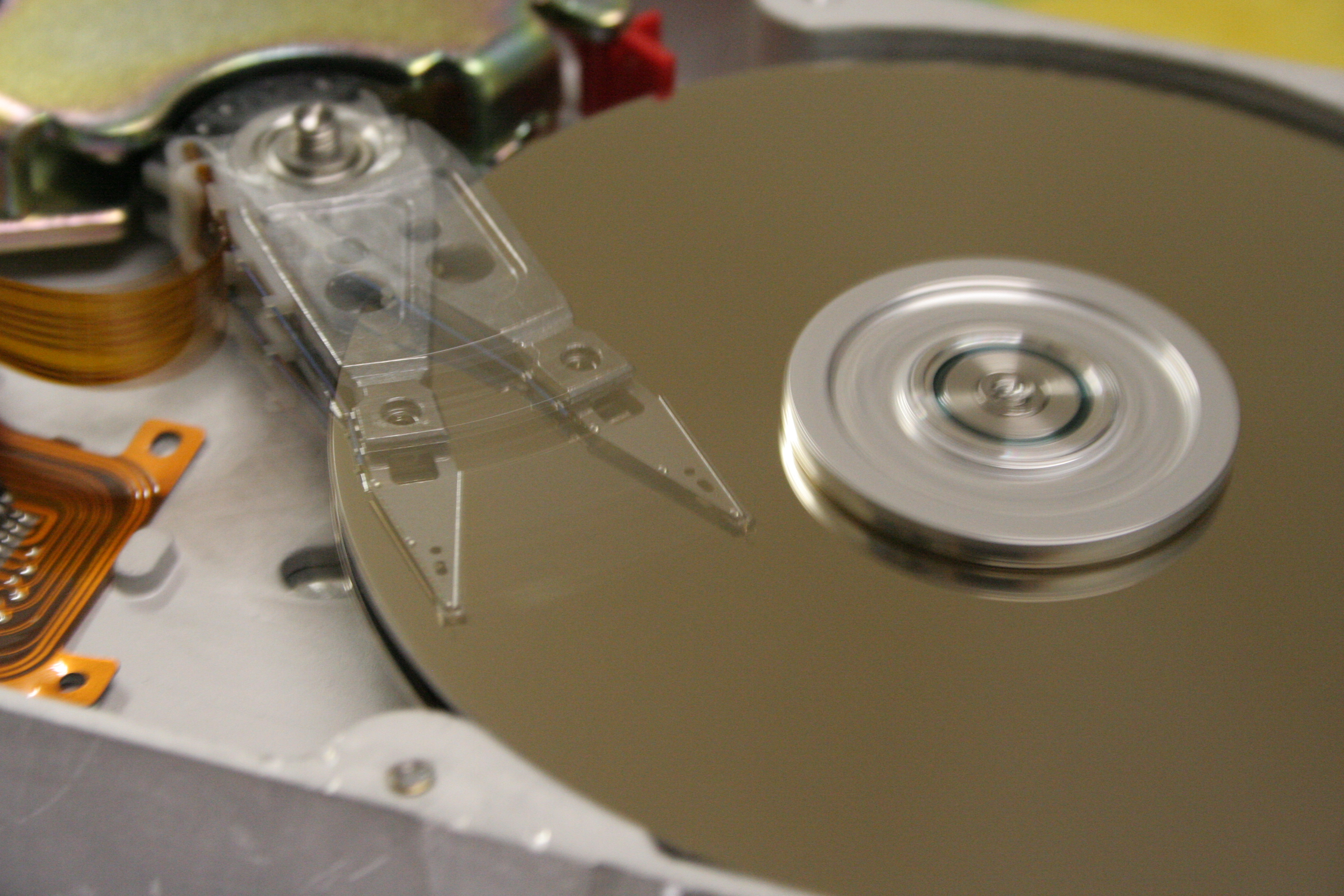
Ruch głowicy

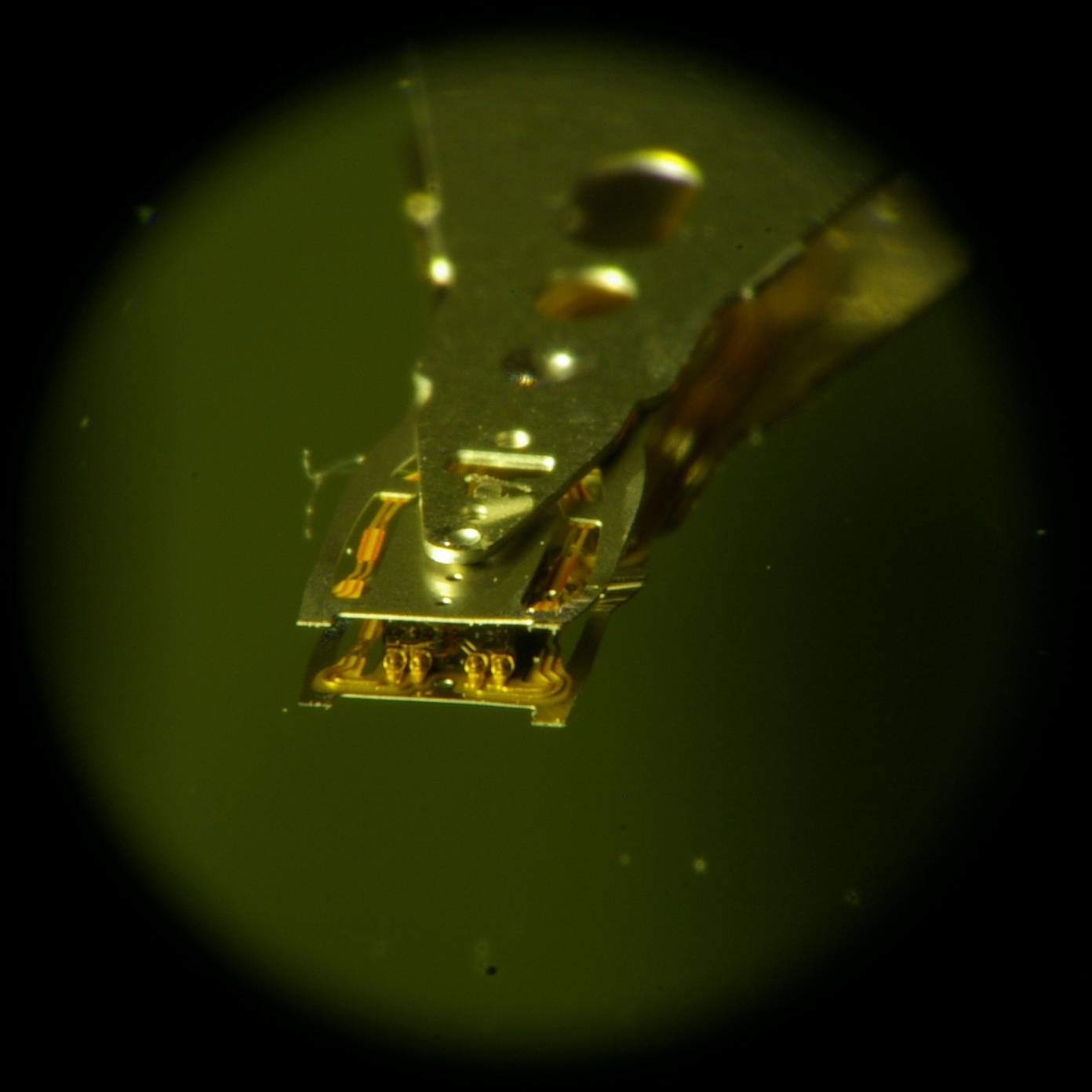
Głowica z bliska

Dysk twardy składa się z zamkniętego w obudowie, wirującego talerza (dysku) lub zespołu talerzy, wykonanych najczęściej z warstwy szkła pokrytej cienką warstwą metalu o wypolerowanej powierzchni, oraz nośnikiem magnetycznym o grubości kilku mikrometrów, oraz z głowic elektromagnetycznych umożliwiających zapis i odczyt danych. Na każdą powierzchnię talerza dysku przypada po jednej głowicy odczytu i zapisu. Głowice są umieszczone na ruchomych ramionach i w stanie spoczynku stykają się z talerzem blisko jego osi. W czasie pracy unoszą się, a ich odległość nad talerzem jest stabilizowana dzięki sile aerodynamicznej powstałej w wyniku szybkich obrotów talerza.
Ramię głowicy dysku ustawia głowice w odpowiedniej odległości od osi obrotu talerza w celu odczytu lub zapisu danych na odpowiednim cylindrze. Pierwsze konstrukcje (do ok. 200MB) były wyposażone w silnik krokowy, stosowany uprzednio w stacjach dyskietek. Wzrost liczby cylindrów na dysku oraz konieczność zwiększenia szybkości dysków wymusił wprowadzenie innych rozwiązań. Najpopularniejszym obecnie jest tzw. voice coil, czyli cewka wzorowana na układzie magnetodynamicznym stosowanym w głośnikach. Umieszczona w silnym polu magnetycznym cewka porusza się i zajmuje położenie zgodnie z przepływającym przez nią prądem, ustawiając ramię w odpowiedniej pozycji. Dzięki temu czas przejścia między kolejnymi ścieżkami jest nawet krótszy niż 1 milisekunda, a przy większych odległościach nie przekracza kilkudziesięciu milisekund. Układ regulujący prądem zmienia natężenie prądu, tak by głowica ustabilizowała jak najszybciej swe położenia w zadanej odległości od środka talerza (nad wyznaczonym cylindrem).
Informacja jest zapisywana na dysk przez przesyłanie strumienia elektromagnetycznego przez antenę albo głowicę zapisującą, która jest bardzo blisko magnetycznie polaryzowalnego materiału, zmieniającego swoją polaryzacją magnetyczną wraz ze strumieniem indukcji magnetycznej, informacja może być z powrotem odczytana w odwrotny sposób, gdyż zmienne pole magnetyczne powoduje indukowanie napięcia elektrycznego w cewce głowicy lub zmianę oporu w głowicy magnetyczno-oporowej.
Ramiona połączone są zworą i poruszają się razem. Zwora kieruje głowicami promieniowo po talerzach, a w miarę rotacji talerzy, daje każdej głowicy dostęp do całości jej talerza.
Zintegrowana elektronika kontroluje ruch zwory, obroty dysku, oraz przygotowuje odczyty i zapisy na rozkaz od kontrolera dysku. Nowoczesne układy elektroniczne są zdolne do skutecznego szeregowania odczytów i zapisów na przestrzeni dysku oraz do zastępowania uszkodzonych sektorów zapasowymi.

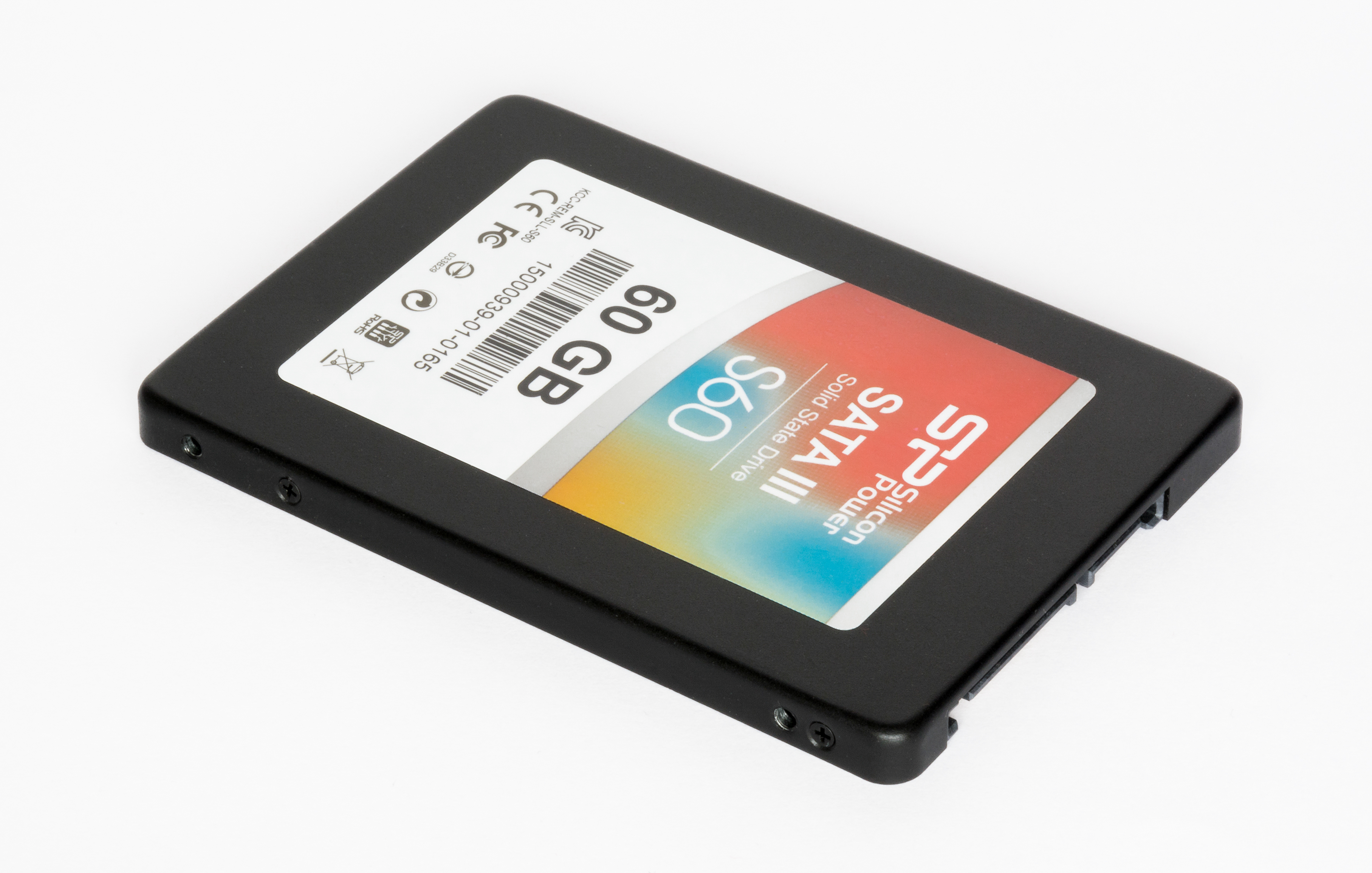
Dysk półprzewodnikowy

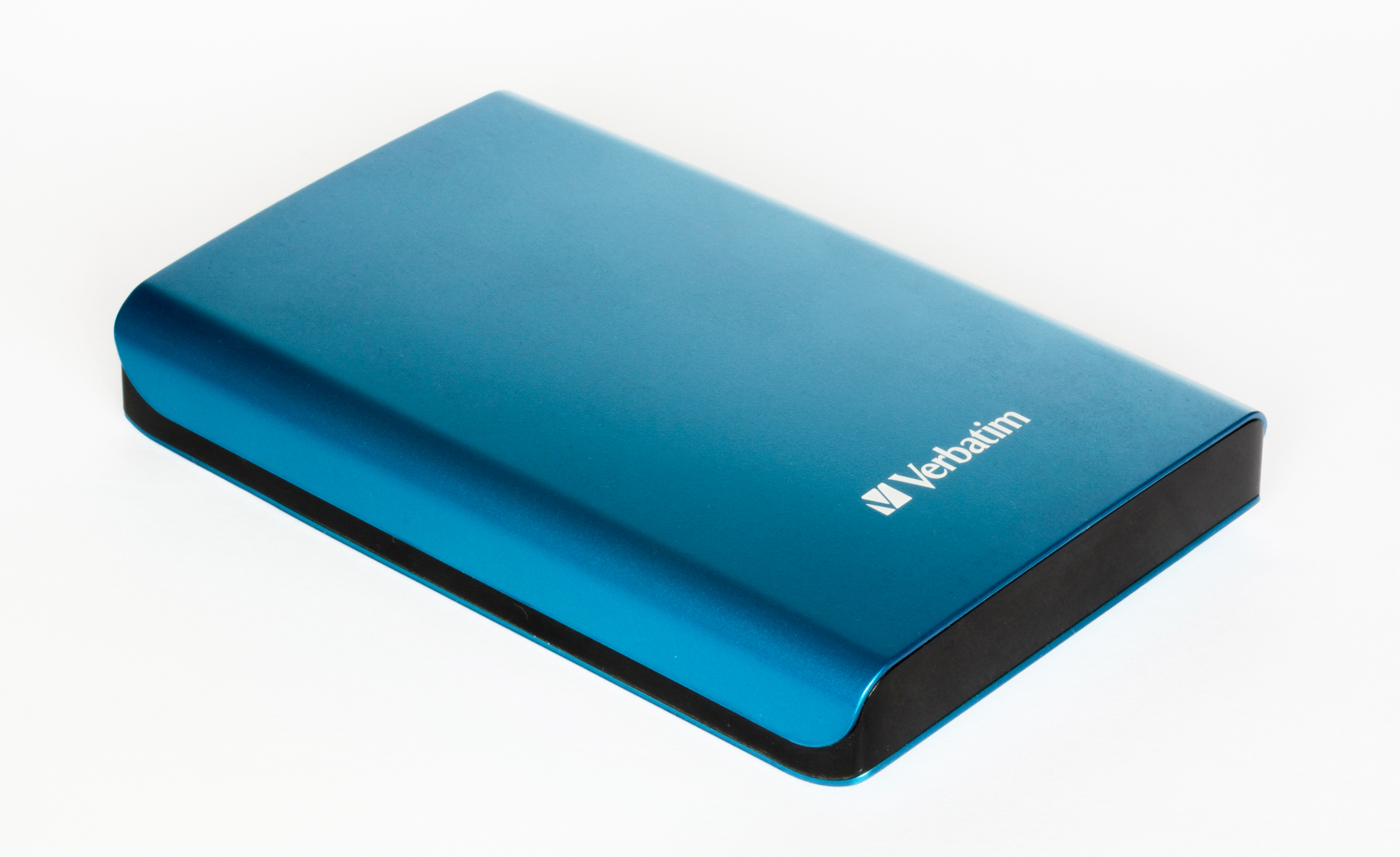
Dysk przenośny

Obudowa chroni części napędu od pyłu, pary wodnej, i innych źródeł zanieczyszczenia. Jakiekolwiek zanieczyszczenie głowic lub talerzy może doprowadzić do uszkodzenia głowicy (head crash), awarii dysku, w której głowica uszkadza talerz, ścierając cienką warstwę magnetyczną. Awarie głowicy mogą również być spowodowane przez błąd elektroniczny, uszkodzenie, błędy produkcyjne dysku.

## Dysk RAM
Dyski RAM to urządzenia emulujące dyski, w których do zapisu danych stosuje się rozwiązania wykorzystujące popularne pamięci RAM, dzięki którym osiąga się krótki czas dostępu i bardzo szybki transfer danych, którego wartości przekraczają przepustowość oferowaną przez typowe interfejsy dla dysków twardych, takie jak Ultra ATA czy Serial ATA. Dysków RAM nie należy mylić z coraz popularniejszymi dyskami półprzewodnikowymi (SSD): różnica polega na rodzaju pamięci krzemowej (Flash ROM vs dynamic RAM). Dyski RAM mają mniejsze pojemności i są zdecydowanie droższe. Zasadniczą wadą takich dysków jest utrata zapisanych danych przy zaniku napięcia (np. przy wyłączeniu komputera), dlatego też stosuje się pomocnicze źródła prądu podtrzymujące pracę dysków: wbudowane akumulatory i zewnętrzne zasilacze.
Dotychczas zaproponowane rozwiązania to:
- dysk zabudowany na karcie PCI (dysk iRAM)
- dysk w standardowej obudowie 5,25"
- dysk na karcie rozszerzeń ISA, zawierający własne akumulatory oraz gniazdo niewielkiego zewnętrznego zasilacza podtrzymującego układy i ładującego akumulatory.

## Strategie szeregowania zadań
- FIFO – (ang. first in, first out) żądania są przetwarzane sekwencyjnie wg kolejki. Pierwsze żądanie w kolejce jest obsługiwane jako pierwsze. Sprawiedliwa strategia nieprowadząca do zagłodzenia, ruchy głowicy losowe przy wielu procesach, mała wydajność.
- Priorytet – mniejsze zadania uzyskują wyższy priorytet i są wykonywane szybciej, dobry czas reakcji. Nie optymalizuje wykorzystania dysku, lecz wykonanie zadań.
- LIFO – (ang. last in, first out) ostatni na wejściu i pierwszy na wyjściu. Ryzyko zagłodzenia przy dużym obciążeniu, poprawia przepustowość i zmniejsza kolejki.
- SSTF – (ang. shortest service time first) najpierw obsługiwane jest żądanie, przy którym są najmniejsze ruchy głowicy; dobra wydajność, ryzyko zagłodzenia.
- SCAN – ramię „skanuje” dysk, realizując napotkane na swojej drodze żądania, a gdy dotrze do ostatniej ścieżki, wówczas zaczyna skanować dysk w drugą stronę.
- C-SCAN – skanowanie tylko w jednym kierunku. Po osiągnięciu końca ścieżki ramię wraca na przeciwny koniec dysku i zaczyna skanowanie w tym samym kierunku.
- N-step-SCAN – żądania są ustawiane w podkolejkach od długości N. Każda podkolejka jest przetwarzana zgodnie ze strategią SCAN. Dla dużego N zbliża się do SCAN, dla N = 1 jest to FIFO.
- FSCAN – dwie podkolejki. Gdy skanowanie się rozpoczyna, żądania są umieszczone w pierwszej podkolejce. Żądania pojawiające się w czasie skanowania są ustawiane do drugiej podkolejki i przetwarzane po zakończeniu skanowania zadań z pierwszej podkolejki.

## Sposoby adresowania danych na dysku
- CHS (cylinder, head, sector)
- ECHS (Extended cylinder, head, sector)
- LBA (Logical Block Adressing)
- MZR (Multiple Zone Recording)
- CKD Count Key Data (w komputerach mainframe)
- ECKD Enhanced CKD

Jako główną linię podziału można podać FBA (Fixed Block Address) – CKD (Count Key Data), przy czym wszystkie komputery poza maszynami klasy mainframe używają obecnie dysków FBA. Przez wiele lat dyski FBA miały jednakowy rozmiar sektora wynoszący 512 bajtów (netto + 8 B na sektor ID), obecnie przy pojemnościach terabajtowych, producenci przechodzą na większe rozmiary sektora, które są obsługiwane przez relatywnie najnowsze wersje systemów operacyjnych. Dyski CKD są nadal z powodzeniem używane przez instalacje mainframe, przy czym od kilkunastu lat są to wyłącznie dyski emulowane przez macierze dyskowe.

## Producenci dysków

### Obecni
- Western Digital
- Seagate
- Toshiba

### Dawni
- Samsung – dział dysków twardych został wykupiony przez przedsiębiorstwo Seagate w 2011
- Hitachi Global Storage Technologies – przedsiębiorstwo Western Digital zakupiło dział dysków twardych tego przedsiębiorstwa w marcu 2012
- Maxtor – dział dysków twardych został wykupiony przez przedsiębiorstwo Seagate w 2006
- IBM – dział dysków twardych przejęty w 2003 przez Hitachi Global Storage Technologies
- Fujitsu – dział dysków twardych został przejęty przez przedsiębiorstwo Toshiba w 2009
- Quantum – dział dysków przejęty przez Maxtor w 2000
- NeXuS
- Thomson